# Zračna luka Imam Homeini
Zračna luka Imam Homeini (IATA kod: IKA, ICAO kod: OIIE) smještena je 30 km jugozapadno od grada Teherana u sjevernom dijelu Irana odnosno Teheranskoj pokrajini. Nalazi se na nadmorskoj visini od 1007 m. Zračna luka ima dvije asfaltirane uzletno-sletne staze dužine 4198 i 4249 m, a koristi se za tuzemne i inozemne letove. Otvorena je 8. svibnja 2004. godine s ciljem za zamijeni Zračnu luku Mehrabad koja je ograničena širenjem grada Teherana. Imenovana je prema Imamu Homeiniju, vođi Iranske revolucije iz 1979. godine.

## Zračni prijevoznici i odredišta
| Zračni prijevoznik              | Odredišta |
| ------------------------------- | --- |
| Aeroflot                        | Moskva-Šeremetjevo |
| Air Arabia                      | Sharjah |
| AirAsia X                       | Kuala Lumpur |
| Alitalia                        | Rim-Fiumicino |
| AnadoluJet                      | Ankara |
| Atlasjet                        | Istanbul-Atatürk |
| Ariana Afghan Airlines          | Kabul, Mazar-e Šarif |
| Armavia                         | Erevan |
| ATA Airlines                    | Tbilisi |
| Austrian Airlines               | Beč |
| Azerbaijan Airlines             | Baku |
| Belavia                         | Minsk |
| BMI                             | London-Heathrow |
| Bulgaria Air                    | Sezonski: Varna |
| Caspian Airlines                | Damask, Dubai, Istanbul-Atatürk, Kijev-Boryspil, Minsk |
| China Southern Airlines         | Peking, Urumqi |
| Cyprus Airways                  | Larnaca |
| Emirates                        | Dubai |
| Etihad Airways                  | Abu Dhabi |
| Georgian Airways                | Tbilisi |
| Georgian International Airlines | Batumi, Kutaisi, Tbilisi |
| Gulf Air                        | Bahrein |
| Iran Air                        | Amsterdam, Ankara, Baku, Bangkok-Suvarnabhumi, Beč, Beirut, Damask, Dubai, Frankfurt, Göteborg-Landvetter, Hamburg, Istanbul-Atatürk, Karachi, Köln/Bonn, Kopenhagen, Kuala Lumpur, London-Heathrow, Milan-Malpensa, Moskva-Šeremetjevo, Mumbai, Pariz-Orly, Peking, Rim-Fiumicino, Stockholm-Arlanda, Taškent, Tokio-Narita, Ženeva |
| Iran Aseman Airlines            | Dubai, Dušanbe, Erevan, Kabul, Kuwait |
| Iraqi Airways                   | Bagdad, Nadžaf |
| Kish Air                        | Damask, Dubai, Istanbul-Atatürk, İzmir |
| KLM                             | Amsterdam |
| Kuwait Airways                  | Kuwait |
| Lufthansa                       | Frankfurt |
| Mahan Air                       | Almati, Bangkok-Suvarnabhumi, Birmingham, Delhi, Dubai, Düsseldorf, Istanbul-Atatürk, Phuket, Šangaj-Pudong Sezonski: Bagdad, Damask, Dammam, Larnaca |
| Pegasus Airlines                | Istanbul-Sabiha Gökçen |
| Qatar Airways                   | Doha |
| Syrian Air                      | Damask |
| Saudi Arabian Airlines          | Jeddah, Riyadh |
| Tajik Air                       | Dušanbe |
| Turkish Airlines                | Istanbul-Atatürk |
| UM Airlines                     | Kijev-Boryspil |

## Vanjske poveznice
- (perz.)(engl.) Službena stranica Zračne luke Imam Homeini[neaktivna poveznica]
- (engl.) DAFIF, World Aero Data: OIIE  Arhivirana inačica izvorne stranice od 5. ožujka 2019. (Wayback Machine)
- (engl.) DAFIF, Great Circle Mapper: IKA